# Krimpen aan den IJssel

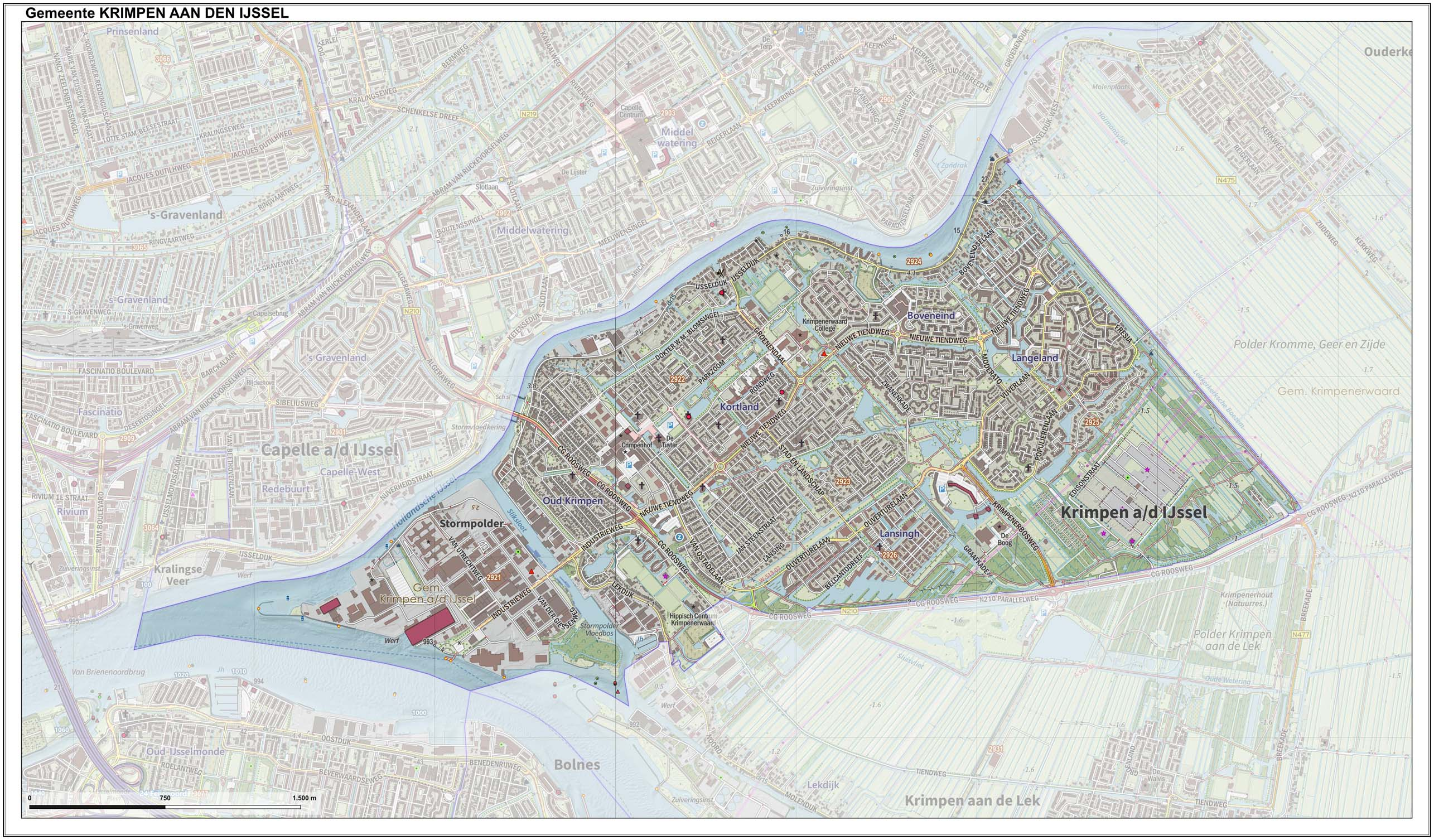
Topografische gemeentekaart van Krimpen aan den IJssel

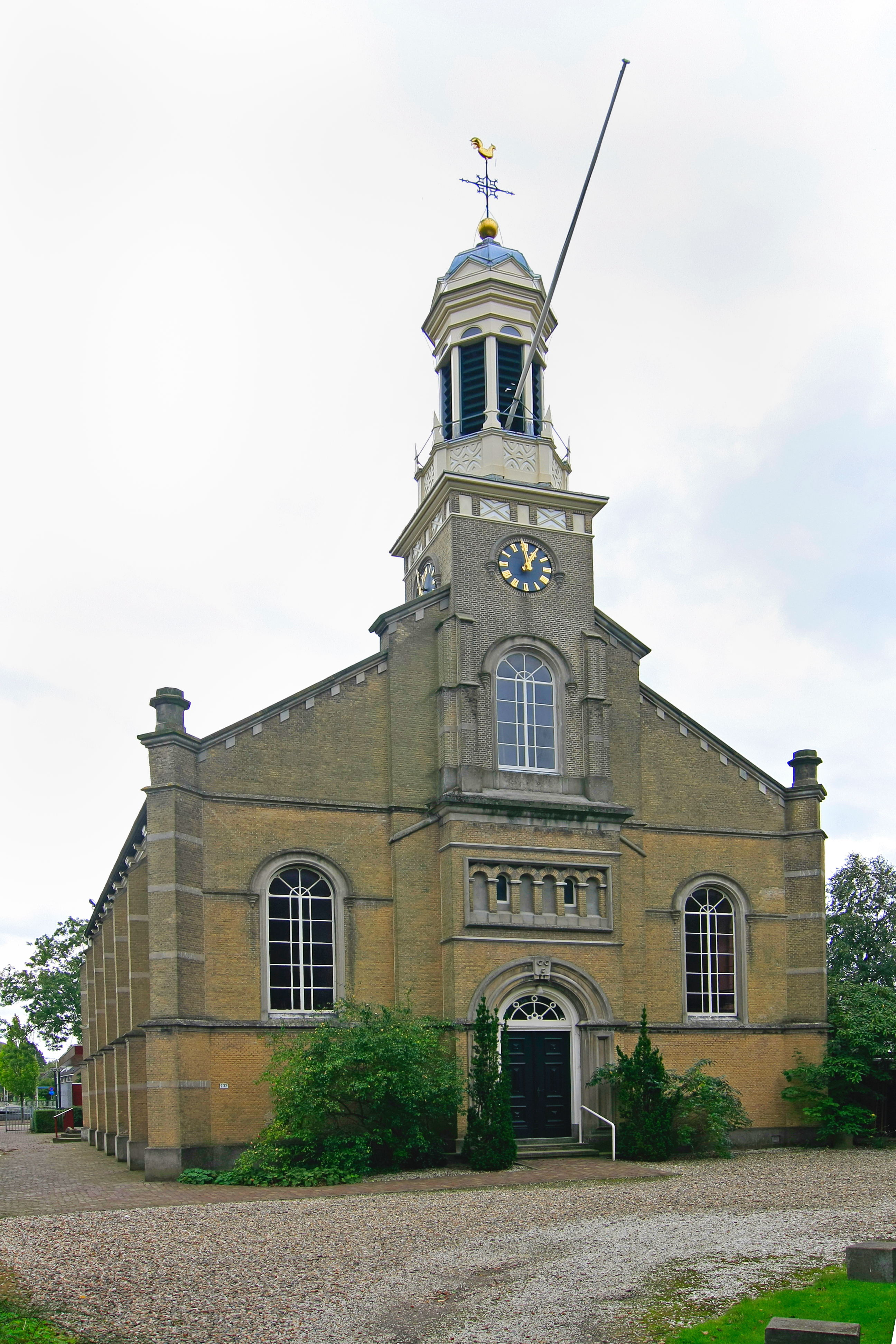
Hervormde IJsseldijkkerk in Krimpen aan den IJssel

Krimpen aan den IJssel (uitspraakⓘ) is een plaats en gemeente in de Krimpenerwaard in de Nederlandse provincie Zuid-Holland. De gemeente telt 29.626 inwoners (22 november 2024, bron: CBS) en heeft een oppervlakte van 8,93 km² (waarvan 1,10 km² water). Binnen de gemeentegrenzen liggen geen andere kernen. De gemeente maakte deel uit van het samenwerkingsverband Stadsregio Rotterdam en nu van de Metropoolregio Rotterdam Den Haag.

## Geschiedenis

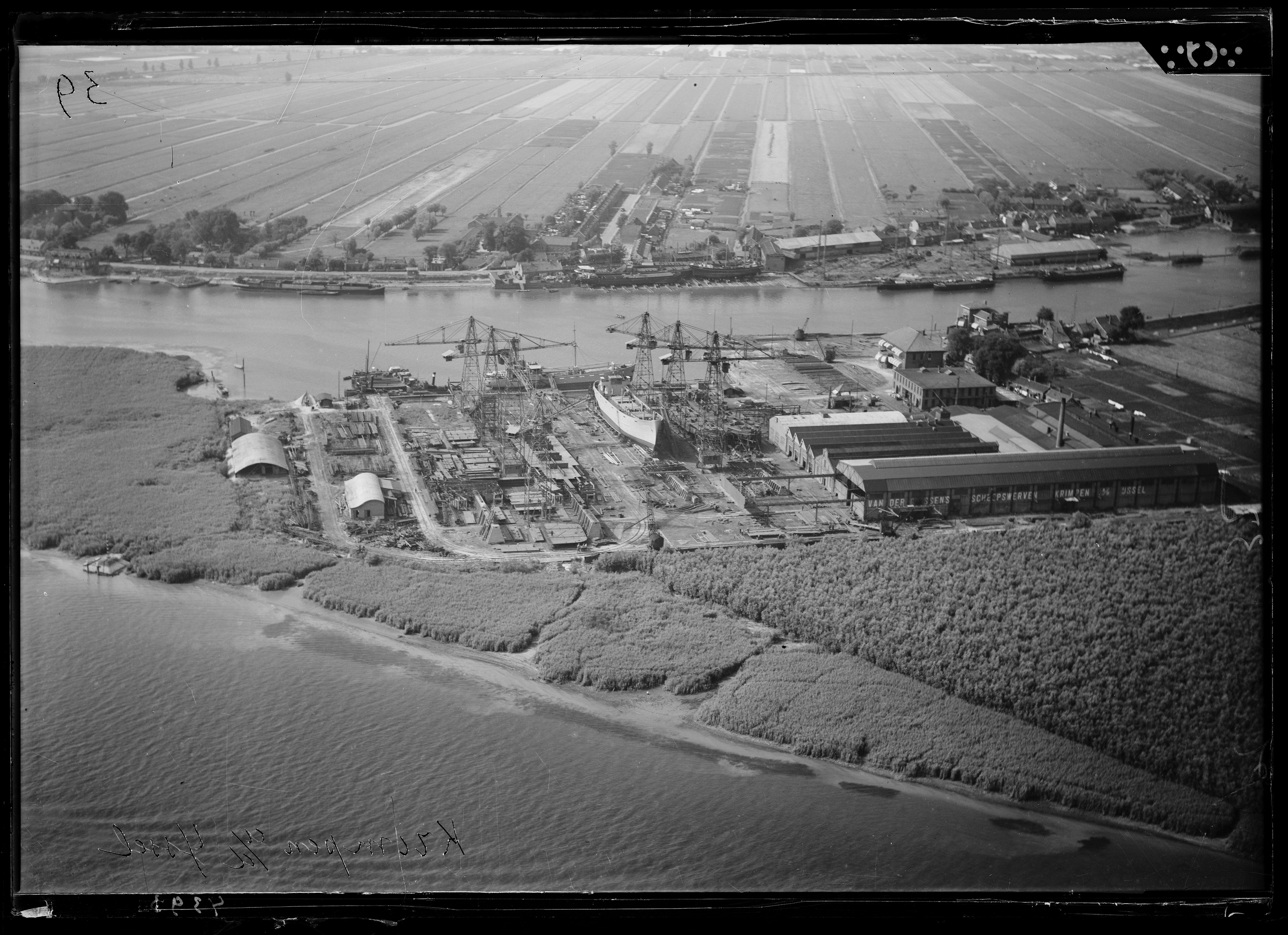
Luchtfoto van de scheepswerf van Van der Giessen te Krimpen (1920-1940).

Krimpen wordt het eerst genoemd in een document van 1277. Zoals met zoveel gehuchten is in de loop der tijden de naam op uiteenlopende wijzen geschreven waarvan Tingenijssel toch wel de meest afwijkende van de huidige naam is. De gemeente ligt aan de zuidoever van de IJssel en de dijk langs deze rivier is ook jaren de enige plaats van de bebouwing geweest, voor het merendeel boerderijen. In die tijd bestond Krimpen uit een aantal min of meer opzichzelfstaande woongemeenschappen langs de dijk. Industrie bestond uit (onder andere) twee voorname werkgevers: de steenfabriek van Mijnlieff en de scheepswerf van Van der Giessen-de Noord.
In het begin van de 20e eeuw werd de bebouwing landinwaarts, van de dijken af, uitgebreid en verloor de gemeente zijn agrarisch karakter. Heden ten dage zijn er nog wel twee wijknamen die herinneren aan het meer agrarische verleden. Het westelijk gedeelte van Krimpen bestond in vroeger tijden voornamelijk uit korte landerijen (vanaf de dijk gezien) en het oostelijk gedeelte uit wat langere. Tegenwoordig herinneren de namen Kortland en Langeland nog aan deze tijd.

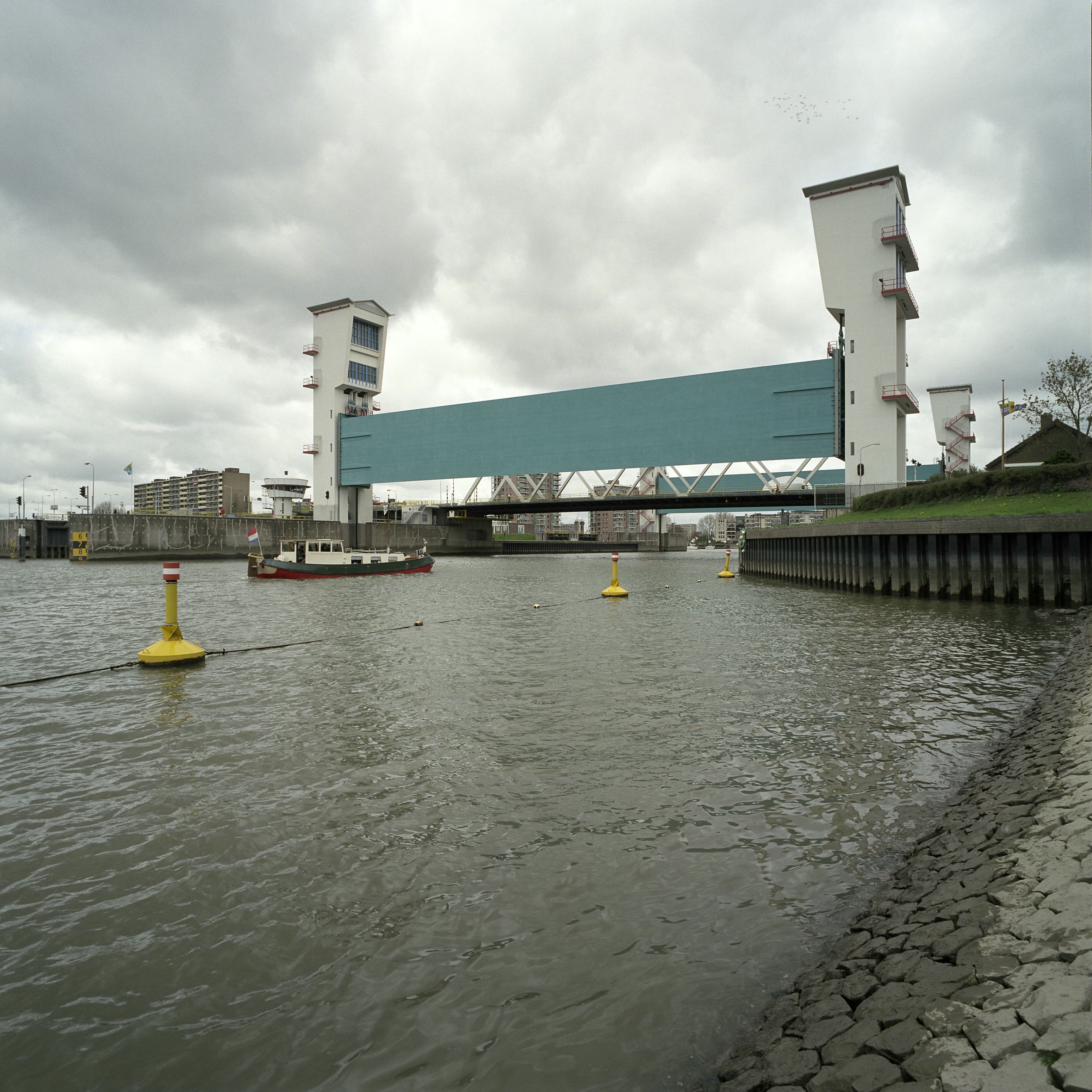
Stormvloedkering Hollandse IJssel.

Bij de watersnood van 1953 bleek de open verbinding met de Noordzee en de daarmee gepaard gaande toegankelijkheid voor het getij tot de IJssel een groot gevaar te zijn, en in 1954 werd begonnen met de bouw van de Stormvloedkering Hollandse IJssel, het eerste deltawerk. In 1958 werd deze voltooid en de bijbehorende Algerabrug die Krimpen met Capelle aan den IJssel verbindt is de eerste vaste verbinding tussen de Krimpenerwaard en het gedeelte van Zuid-Holland ten noorden van de IJssel.
Halverwege de jaren zestig heeft Krimpen de functie van forensengemeente van Rotterdam gekregen en is toen flink gaan uitbreiden. Inmiddels is het grootste gedeelte van het grondgebied volgebouwd. Het bestuur streeft ernaar om het landelijk karakter (gericht naar de Krimpenerwaard in het oosten) te behouden.
Buitendijks stond tot 1930 de korenmolen Onverwacht. In 1993 heeft men de uitgebrande molen herbouwd. De molen werd bij deze gelegenheid De Schelvenaer genoemd.  Deze maalvaardige molen is het onderkomen van een restaurant.

## Kerken
Krimpen aan den IJssel heeft vele kerken en 12 kerkgenootschappen. De Oud Gereformeerde Gemeente van Krimpen is met circa 1900 (doop)leden de grootste Oud Gereformeerde Gemeente in Nederland. Ook is er een Rooms-Katholieke kerk, een Molukse kerk en een Evangelische Gemeente.  

## Cultuur

### Monumenten
- Lijst van rijksmonumenten in Krimpen aan den IJssel
- Lijst van oorlogsmonumenten in Krimpen aan den IJssel
- Lijst van Stolpersteine in Krimpen aan den IJssel

### Kunst in de openbare ruimte
In de gemeente Krimpen aan den IJssel zijn diverse beelden, sculpturen en objecten geplaatst in de openbare ruimte, zie:
- Lijst van beelden in Krimpen aan den IJssel

## Recreatie
Krimpen heeft een zwembad, een manege, een scoutinggroep, en diverse sportgelegenheden en een streekmuseum. Het ligt aan de grens met de Krimpenerwaard. In de directe omgeving bevinden zich een aantal wandel- en fietsmogelijkheden. Ook heeft Krimpen aan den IJssel in Stormpolder een eigen ringlijn waar treinen rijden voor kinderen en voor spoorwegliefhebbers genaamd: Stormpolderrail.
Daarnaast is er, beheerd door de gemeente, het multifunctionele centrum De Tuyter, waarin een aantal activiteiten plaatsvinden. Er is een openbare bibliotheek en een wereldwinkel, de lokale omroep verzorgt vanuit de Tuyter haar uitzendingen en er is een eetcafé, de Crimpenaar. Ook is er een theaterzaal waar regelmatig voorstellingen en andere activiteiten zijn. Op maandagavond is de theaterzaal de speelzaal van de schaakvereniging. In de centrale ontmoetingsruimte zijn regelmatig exposities van plaatselijke kunstenaars.

## Natuur
Krimpen wordt omringd door drie natuurgebieden. Naar het oosten, langs het veenweideriviertje de Loet heeft zich een polderbos, het Loetbos, ontwikkeld. Tussen Krimpen a/d IJssel en Krimpen a/d Lek is het recreatiegebied Het Krimpenerhout aangelegd, met centraal gelegen daarin een recreatieplas. En langs de rivier de Nieuwe Maas, naast het bedrijventerrein de Stormpolder, ligt buitendijks een uniek zoetwatergetijdengebied, het Stormpoldervloedbos.

## Gemeenteraad
De gemeenteraad van Krimpen aan den IJssel bestaat uit 21 zetels. Hieronder staat de samenstelling van de gemeenteraad sinds 1998:
| Gemeenteraadszetels | Gemeenteraadszetels | Gemeenteraadszetels | Gemeenteraadszetels | Gemeenteraadszetels | Gemeenteraadszetels | Gemeenteraadszetels | Gemeenteraadszetels |
| Partij              | 1998                | 2002                | 2006                | 2010                | 2014                | 2018                | 2022                |
| ------------------- | ------------------- | ------------------- | ------------------- | ------------------- | ------------------- | ------------------- | ------------------- |
| Leefbaar Krimpen    | -                   | 4                   | 3                   | 3                   | 4                   | 3                   | 6                   |
| SGP                 | -                   | -                   | -                   | 4                   | 4                   | 5                   | 5                   |
| Stem van Krimpen    | -                   | -                   | -                   | 1                   | 4                   | 5                   | 4                   |
| Krimpens Belang     | -                   | -                   | -                   | -                   | -                   | 2                   | 2                   |
| ChristenUnie        | -                   | -                   | -                   | 2                   | 2                   | 1                   | 1                   |
| VVD                 | 5                   | 3                   | 3                   | 4                   | 2                   | 2                   | 1                   |
| CDA                 | 3                   | 3                   | 2                   | 2                   | 2                   | 1                   | 1                   |
| PvdA                | 5                   | 4                   | 5                   | 3                   | 2                   | 1                   | 1                   |
| D66                 | 2                   | 1                   | -                   | 1                   | 1                   | 1                   | -                   |
| GroenLinks          | -                   | 1                   | 2                   | 1                   | -                   | -                   | -                   |
| ChristenUnie-SGP    | 6                   | 5                   | 6                   | -                   | -                   | -                   | -                   |
| Totaal              | 21                  | 21                  | 21                  | 21                  | 21                  | 21                  | 21                  |

## Verkeer en vervoer

### Openbaar vervoer
De belangrijkste verbindingen met de omgeving bestaan uit de busverbindingen naar Rotterdam, Bergambacht, Schoonhoven, Utrecht en Gouda. Krimpen had tot 17 april 2021 een busstation waar deze lijnen samen kwamen. De belangrijkste is lijn 97/98 van de RET die bijna alle wijken van Krimpen in hoge frequentie verbindt met het metrostation Capelsebrug. De streekbussen doen de kleinere dorpen in de Krimpenerwaard aan, tot en met Schoonhoven en Gouda. Vlak bij het voormalige busstation bevinden zich het belangrijkste winkelcentrum, gemeentehuis en het politiebureau waardoor dit gedeelte als het centrum kan worden aangeduid. In het midden van Krimpen vinden we een brandweerkazerne, de brandweerkazerne moet voor heel Krimpen aan den IJssel dienen. Ook is er een busverbinding met de Stormpolder waar wordt aangesloten op het netwerk van de Waterbus Rotterdam-Drechtsteden.

## Geboren in Krimpen aan den IJssel
- Arnold van Walsum (1890-1957), politicus
- Gerard van Walsum (1900-1980), politicus
- Hilko Mak (1954), politicus
- Rian van Dam (1961), politica
- Rik Grashoff (1961), politicus
- Erik Brus (1964-2024), schrijver
- Joost-Pieter Katoen (1964), informaticus, hoogleraar
- Machteld Siegmann (1972), romanschrijver

## Overleden in Krimpen aan den IJssel
- Marinus Abraham Mieras (1981), predikant en politicus
- Chris Elffers (2018), beeldhouwer
- Fred Vaassen (2018), acteur en regisseur

## Trivia
- Ben de Raaf heeft een jeugdboek geschreven dat zich afspeelt in Krimpen aan den IJssel, genaamd Kidnap in Krimpen.
- De verloren schat van Krimpen aan den IJssel is een jeugdboek: verschijningsdatum juni 2025

## Zustersteden
- Kiskőrös (Hongarije)

## Aangrenzende gemeenten
| Aangrenzende gemeenten | Aangrenzende gemeenten | Aangrenzende gemeenten | Aangrenzende gemeenten | Aangrenzende gemeenten |
| ---------------------- | ---------------------- | ---------------------- | ---------------------- | ---------------------- |
|                        |                        | Capelle aan den IJssel |                        |                        |
|                        |                        |                        |                        |                        |
| Rotterdam              | Krimpenerwaard         |                        |                        |                        |
|                        |                        |                        |                        |                        |
|                        |                        |                        |                        |                        |

## Foto's

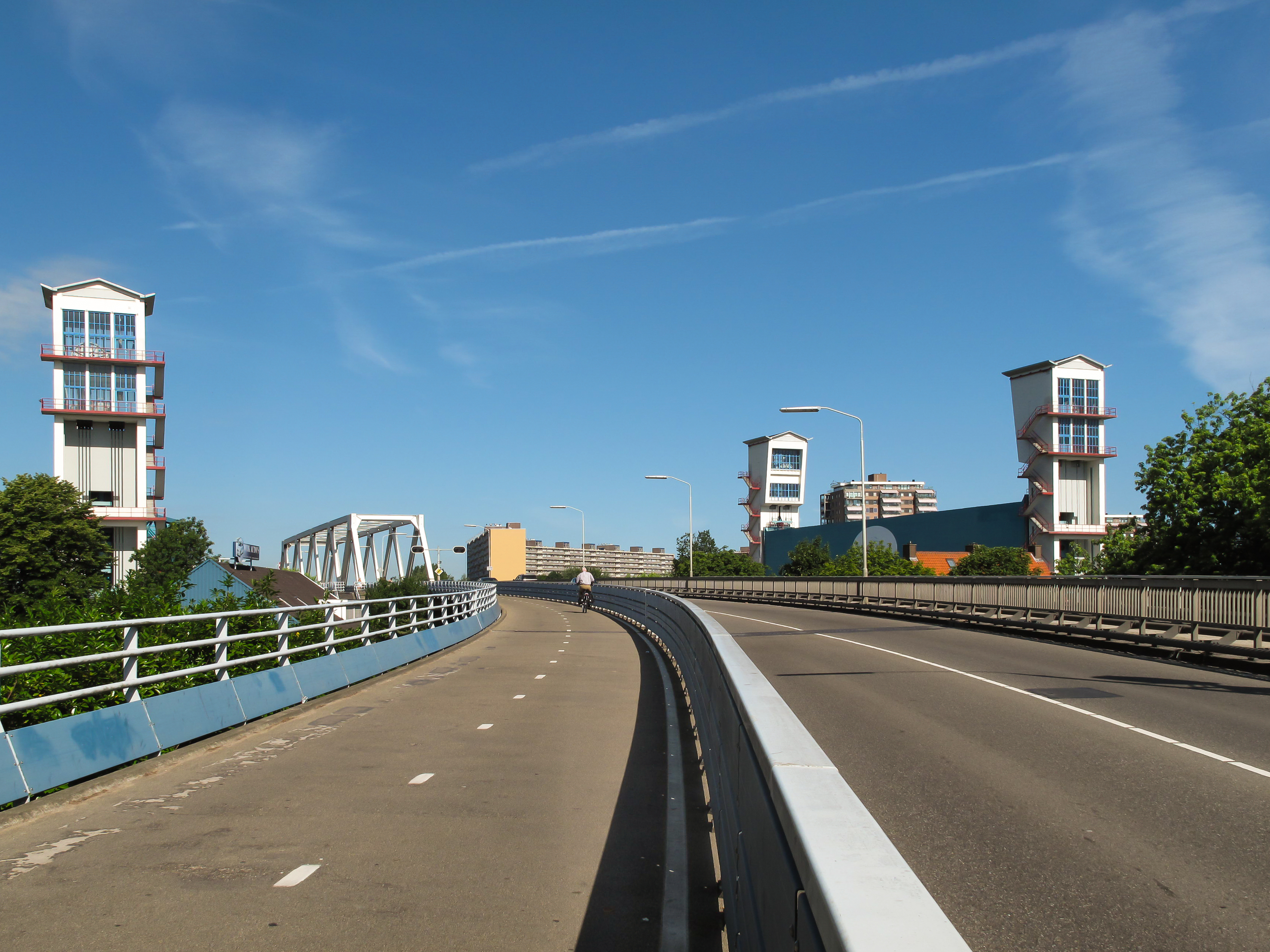
Krimpen ad IJssel, fietspad over de Algerabrug
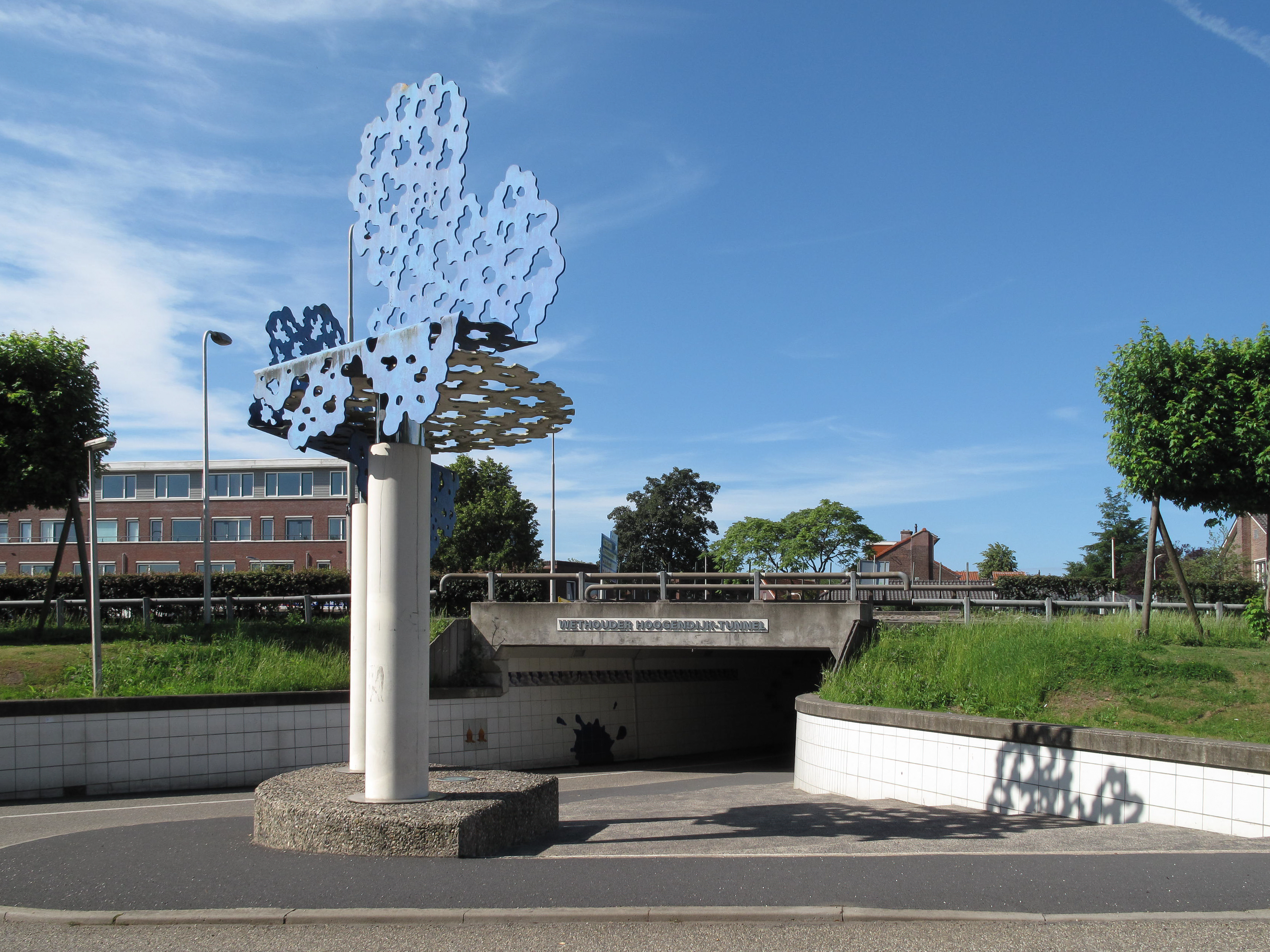
Krimpen ad IJssel, wethouder Hoogendijktunnel

Hoofdplaats: Krimpen aan den IJssel    Buurtschap: Stormpolder

Zuid-Holland: Steden en dorpen      Nederland: Provincies · Gemeenten
Albrandswaard · Barendrecht · Capelle aan den IJssel · Delft · Den Haag · Krimpen aan den IJssel · Lansingerland · Leidschendam-Voorburg · Maassluis · Midden-Delfland · Nissewaard · Pijnacker-Nootdorp · Ridderkerk · Rijswijk · Rotterdam · Schiedam · Vlaardingen · Voorne aan Zee · Wassenaar · Westland · Zoetermeer
Alblasserdam · Albrandswaard · Alphen aan den Rijn · Barendrecht · Bodegraven-Reeuwijk · Capelle aan den IJssel · Delft · Den Haag · Dordrecht · Goeree-Overflakkee · Gorinchem · Gouda · Hardinxveld-Giessendam · Hendrik-Ido-Ambacht · Hillegom · Hoeksche Waard · Kaag en Braassem · Katwijk · Krimpen aan den IJssel · Krimpenerwaard · Lansingerland · Leiden · Leiderdorp · Leidschendam-Voorburg · Lisse · Maassluis · Midden-Delfland · Molenlanden · Nieuwkoop · Nissewaard · Noordwijk · Oegstgeest · Papendrecht · Pijnacker-Nootdorp · Ridderkerk · Rijswijk · Rotterdam · Schiedam · Sliedrecht · Teylingen · Vlaardingen · Voorne aan Zee · Voorschoten · Waddinxveen · Wassenaar · Westland · Zoetermeer · Zoeterwoude · Zuidplas · Zwijndrecht

Steden en dorpen · Voormalige gemeenten · Nederland: Provincies · Gemeenten
- Gemeinsame Normdatei: 4823356-0
- Library of Congress Control Number: n81022953
- MusicBrainz: ba2913eb-2cfc-458d-b647-4b6222034283
- Nationale Bibliotheek van Israël: 987007552882805171
- Virtual International Authority File: 241250609